# Бяложевін
Бяложевін (пол. Białożewin, нім. Bialoschewin, 1939.45: Heymannsdorf) — село в Польщі, у гміні Жнін Жнінського повіту Куявсько-Поморського воєводства.
Населення — 447 осіб (2011).
У 1975-1998 роках село належало до Бидгощського воєводства.

## Демографія
Демографічна структура станом на 31 березня 2011 року:
|          | Загалом | Допрацездатний вік | Працездатний вік | Постпрацездатний вік |
| -------- | ------- | ------------------ | ---------------- | -------------------- |
| Чоловіки | 225     | 56                 | 145              | 24                   |
| Жінки    | 222     | 42                 | 130              | 50                   |
| Разом    | 447     | 98                 | 275              | 74                   |